# Elena Kenneth
Elena Kenneth (Londres, 16 de desembre de 1830 - ?) fou una soprano anglesa.
Elena Kenneth' va néixer a Londres en una família acomodada. Des de ben petita es va dedicar a l'estudi de la música, aprenent a tocar el piano, primer amb la seva mare, que era professora, després amb la cèlebre Kate Loder. Als set anys va començar a viatjar, i a aquesta edat la trobem a Frankfurt continuant els seus estudis musicals i familiaritzant-se amb l'idioma alemany. Posteriorment va perfeccionar els estudis al Conservatori de Brussel·les, sota la direcció de Fétis. Ben aviat, va acompanyar figures destacades com Madam Grisi, la seva cosina Ernesta Grisi, Madam Rossi-Caccia, Rubini, Mario, De Rouski, Ernst i Teresa Minanollo. Durant aquest període, també va tenir l’oportunitat de conèixer Mendelssohn i Moscheles. Més endavant, va abandonar el piano per centrar-se en el cant, formant-se amb Manuel García júnior, i posteriorment va perfeccionar la seva tècnica vocal i dramatúrgica sota la tutela d’Alberto Mazzucato, director del Conservatori de Milà.
Va debutar a Varese, un escenari on molts destacats cantants van fer les seves primeres actuacions. A Roma, el compositor Pacini va compondre per a ella una de les seves últimes òperes, Il saltimbanco, així com la cantata La destruzione di Gerusalemme, que es va interpretar a Florència sota el mecenatge de la princesa Poniatowska. Va cantar en més de trenta-sis òperes.